# Estádio Renato Curi
O Estádio Renato Curi é um estádio de futebol localizado na cidade de Perugia.
É a casa do time Perugia Calcio. O estádio recebe este nome em homenagem a Renato Curi, que morreu durante um jogo contra a Juventus em 1977.